# Сокол (област Силистра)
Вижте пояснителната страница за други значения на Сокол.
Сокòл е село в Североизточна България, община Главиница, област Силистра.

## География
Село Сокол се намира на около 36 km запад-югозападно от областния център град Силистра, около 5 km север-североизточно от общинския център град Главиница и около 22 km изток-югоизточно от град Тутракан. Разположено е в източната част на Дунавската хълмиста равнина. Климатът е умереноконтинентален, почвите в землището са преобладаващо черноземни. Релефът в селото е равнинен, надморската височина в центъра при сградата на кметството е около 128 m.
Третокласният републикански път III-235, минаващ през село Сокол, води на юг към град Главиница, а на север – към връзка в източния край на село Зафирово с второкласния републикански път II-21, идващ от запад от град Русе покрай град Тутракан и водещ на изток до връзка при село Калипетрово с първокласния републикански път I-7.
Землището на село Сокол граничи със землищата на: село Зафирово на северозапад; село Дичево на север; село Суходол на североизток; село Бащино на изток; село Ножарево на югоизток; село Калугерене на юг; град Главиница на югозапад; село Косара на запад.
В землището на село Сокол има 3 микроязовира: два в местността „Пътя Зафирово“ – 6,2 ha и 3,7 ha и един в местността „Юкя“ – 1,7 ha. В яаовирите се развъждат сладководни риби, като най-разпространени са шаран, толстолоб и карас. В селото има две пълноводни чешми.
Населението на село Сокол, наброявало 824 души при преброяването към 1934 г. и 1097 към 1965 г., намалява до 762 към 1985 г. и 296 (по служебен документ на НСИ от 2022-12-31) към 2022 г.
При преброяването на населението към 1 февруари 2011 г., от обща численост 334 лица, за 268 лица е посочена принадлежност към „българска“ етническа група, за 20 – към „турска“, за 3 – към „други“ и за 43 – „не отговорили“.

## Религии
Основната религия е православно християнство.

## История
Селото е споменато в османотурски регистри от 1607 г. под името Ердоганлъ̀.
В списъка на населените места по преброяването на 1 януари 1881 г. селото фигурира под името Татар Атмаджа с 623 жители.
По Букурещкия мирен договор от 1913 г. селото е дадено на Румъния. Върнато е на България по Крайовската спогодба от 1940 г. Носи името Татар Атмаджа до 1942 г., когато е преименувано на Сокол.
Жителите на селото са предимно потомци на българи, преселени от село Гърлица (Румъния) по Крайовската спогодба от 1940 г.
Църквата „Успение Богородично" в село Сокол е построена през 1932 г. от жителите, които са изселени в Румъния по силата на Крайовската спогодба.
Народно основно училище „Кирил и Методий“ в село Сокол е основано през 1941 г. като начално училище. През 1942 г. се открива първи прогимназиален клас, но поради малкия брой на учениците класовете са слети. През 1945 г. започва откриването на нови паралелки и отделяне на слетите класове и през 1949 г. се обособява пълно основно училище с всички паралелки от I до VII клас. В училището учат и деца от селата Дичево, Суходол, Бащино и Косара. През 1952 г. се открива общежитие в закупена частна къща, а през 1957 г. за общежитие са приспособени казармените помещения в края на селото. През 1965 г. е открита новата училищна сграда, а сградата на старото училище е пригодена за общежитие. От 1991 г. училището се нарича Основно училище „Свети свети Кирил и Методий“. Поради трайна тенденция на намаляване броя на учениците, от 1 юли 2022 г. училището е закрито.
Народно читалище „Освобождение“ – село Сокол е основано през 1940 г. Към него има библиотека и самодейни състави. През 1982 г. читалището се настанява в специално построена сграда. През 2010 г. в съответствие със Закона за народните читалища е приет нов устав и читалището се преименува в Народно читалище „Освобождение - 1940“ – село Сокол.

## Обществени институции
Село Сокол към 2023 г. е център на кметство Сокол.
В село Сокол към 2023 г. има:
- действащо читалище „Освобождение - 1940 г.“;[14][15]
- православна църква „Успение Богородично“;[16]
- пощенска станция.[17]

## Културни и природни забележителности
На около 2 km север-северозападно от центъра на Сокол в местността „Могилата“ има селищна могила от халколита; открити са 150 праисторически бронзови предмета.

## Редовни събития
Всяка година на 7 ноември има традиционен събор.

## Личности
- Невин Хасан (р. 1968), български политик;
- Стоян Маринов (Чаната) (р. 1941), български футболист – национален състезател.

## Други
Името на село Сокол носи Нос Сокол на Антарктическия полуостров, разположен в най-северната част на континента Антарктида в относителна близост с най-южния край на Южна Америка.